# Lena Wahlgren
Lena Birgitta Wahlgren, född 8 mars 1955, är en svensk jurist som var lagman i Ångermanlands tingsrätt från 2009 till 2022.
Wahlgren utsågs till rådman i Härnösands tingsrätt 23 juli 1992.  Den 29 oktober 2009 utsågs hon till lagman i Ångermanlands tingsrätt.